# Siphonocryptidae
Siphonocryptidae (лат.) — семейство многоножек из инфракласса Helminthomorpha класса двупарноногих (Diplopoda). Единственное семейство в отряде Siphonophorida.

## Описание
Длина тела взрослых представителей семейства составляет 5—15 мм. Голова грушевидная, по бокам располагаются по два омматидия. Тело насчитывает 31—55 сегментов. Девятая и десятая пара конечностей самца превращены в гоноподы (половые ножки), причем задняя пара гонопод тоньше, чем передняя. Гонопоры самцов открываются на поверхности тела или через тазики второй пары конечностей. Распространены на Канарских островах и острове Мадейра, а также в Непале, Малайзии, на Тайване и Суматре.

## Классификация
Отряд Siphonophorida — второй по малочисленности (количеству видов) среди отрядов двупарноногих многоножек. В состав его семейства Siphonocryptidae включают 2 рода, в совокупности насчитывающих семь видов:
- Hirudicryptus Enghoff & Golovatch, 1995
- Siphonocryptus Pocock, 1894